# Chris Wooding
Chris Wooding (nacido el 28 de febrero de 1977) es un escritor británico nacido en Leicester, que reside actualmente en Londres. Su primer libro, Crashing, el que escribió a la edad de 19 años, fue publicado en 1998, cuando él tenía 21 años. Desde que escribió ese libro, ha escrito muchos más, incluido The Haunting of Alaizabel Cray (ganador del segundo trofeo de Nestlé Smarties Book Prize) y Poison (ganador de Lancashire Children's Book of the Year). Es también, el autor de dos sagas diferentes: Broken Sky y Braided Path. 

## Libros
- Crashing (1998)
- Catchman (1998)
- Kerosene (1999)
- Endgame (2000)
- Broken Sky series (1999-2001)
- The Haunting of Alaizabel Cray (2001)
- Poison (2003)
- Braided Path series:

1. The Weavers of Saramyr (2003)
2. The Skein of Lament (2004)
3. The Ascendancy Veil (2005)

- Storm Thief (2006)
- The Fade (2007)
- Malice:

1. Atrapados (2009)
2. La Resistencia (2010)

- Tales of the Ketty Jay:

1. Retribution Falls (2009)
2. The Black Lung Captain (2010)
3. The Iron Jackal (2011)

Se está preparando una película para Atrapados.

## Premios y nominaciones
- 2001, The Haunting of Alaizabel Cray ganó el segundo premio de Nestlé Smarties Book Prize[2]
- 2004, Poison ganó Lancashire Children's Book of the Year[3]
- 2004, Poison fue nominado para Carnegie Medal[4]
- 2007, Storm Thief fue nominado para Carnegie Medal[5]
- 2010, Retribution Falls fue nominado para Arthur C. Clarke Award